# Platycoelia nigrosternalis
Platycoelia nigrosternalis är en skalbaggsart som beskrevs av Ohaus 1904. Platycoelia nigrosternalis ingår i släktet Platycoelia och familjen Rutelidae. Inga underarter finns listade i Catalogue of Life.